# Liste der Monuments historiques in Saint-Didier (Ille-et-Vilaine)
Die Liste der Monuments historiques in Saint-Didier (Ille-et-Vilaine) führt die Monuments historiques in der französischen Gemeinde Saint-Didier auf.

## Liste der Bauwerke
| Bezeichnung        | Beschreibung                           | Standort | Kennzeichnung | Schutzstatus | Datum | Bild |
| ------------------ | -------------------------------------- | -------- | ------------- | ------------ | ----- | ---- |
| Manoir de la Roche | Herrenhaus aus dem 17./18. Jahrhundert | (Lage)   | PA00090776    | Inscrit      | 1971  |      |

## Liste der Objekte

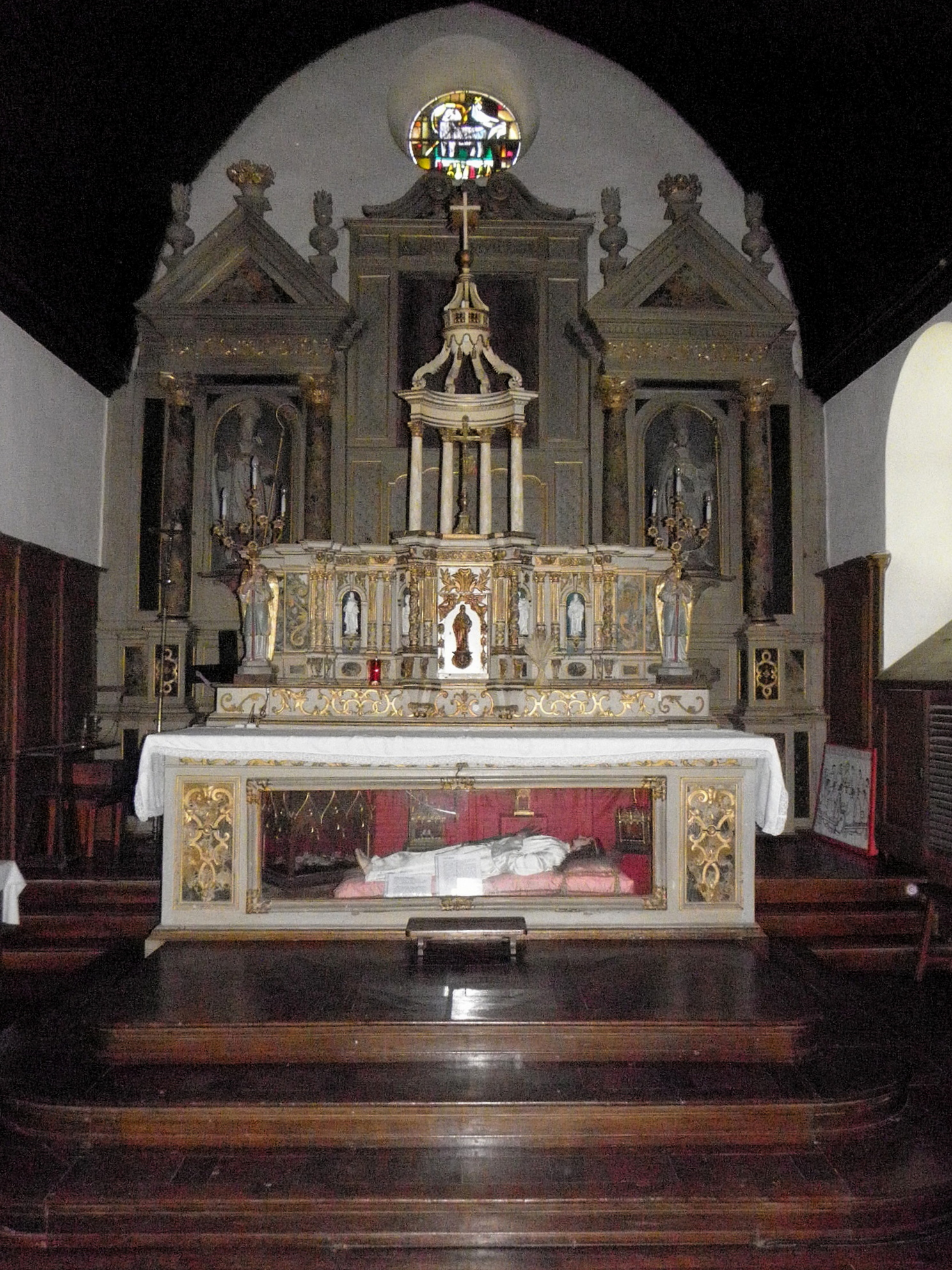
Hauptaltar (1721) in der Kirche St-Didier

- Monuments historiques (Objekte) in Saint-Didier (Ille-et-Vilaine) in der Base Palissy des französischen Kultusministeriums